# 汉马科技
汉马科技集团股份有限公司（上交所：600375，简称：汉马科技），是中国上海证券交易所的一家上市公司，主要从事重卡、专用汽车及汽车零部件的生产、研发与销售。

## 历史
公司前身为安徽星马汽车股份有限公司，成立于1999年12月12日，由马鞍山星马专用汽车有限公司改制成立，2003年4月在上海证券交易所挂牌上市。2012年3月，公司名称由“安徽星马汽车股份有限公司”变更为“华菱星马汽车（集团）股份有限公司”。
2018年，公司实现营业收入72.92亿元，同比增长21.72%；实现净利润5948.80万元，同比增长6.51%。
2020年7月，吉利新能源商用车集团成为公司控股股东；11月，该公司披露了非公开发行不超过1.16亿股份的计划，并由吉利商用车认购。12月，公司更名为“汉马科技集团股份有限公司”，而公司在上海证券交易所的简称亦于当月16日变更为“汉马科技”。